# Riđane
Riđane falu Horvátországban Šibenik-Knin megyében. Közigazgatásilag Biskupijához tartozik.

## Fekvése
Knintől légvonalban 12, közúton 15 km-re délkeletre, községközpontjától 8 km-re délre, Dalmácia északi-középső részén, a 33-as számú főuttól keletre fekszik.

## Története
A népi hagyomány úgy tartja, hogy az itteni szerbek Boszniából vándoroltak be Knin környékére, Boszniába pedig a rigómezei csata után menekültek a mai Koszovó területéről. Ezt látszanak alátámasztani az itteni víznevek is, melyek szinte mindegyike megtalálható Koszovóban is. Ilyenek a Mala és Velika Kosovčina, Roksanda, Kosterovac, Karanovac, Ploča, a Močilo, a Malo vrelo, Sokolovača, Treštenovac és Grgor, melyek megfelelője Koszovóban is megvan. A szerbek bevándorlása már a 15. században megkezdődött, de a legnagyobb méreteket 1521 és 1527 között öltötte. A török 1522-ben szállta meg ezt a területet. A falu a moreai háború során 1688-ban szabadult fel a török uralom alól. Ezt újabb nagy méretű bevándorlás követte. Miután a francia seregek felszámolták a Velencei Köztársaságot osztrák csapatok szállták meg. 1809-ben az Első Francia Császárság Illír Tartományának része lett. 1815-ben a bécsi kongresszus újra Ausztriának adta, amely a Dalmát Királyság részeként Zárából igazgatta 1918-ig. A településnek 1857-ben 462, 1910-ben 370 lakosa volt. Az első világháború után előbb a Szerb-Horvát-Szlovén Királyság, majd Jugoszlávia része lett. 1991-ben csaknem teljes lakossága szerb nemzetiségű volt. Szerb lakói még ez évben csatlakoztak a Krajinai Szerb Köztársasághoz. A horvát hadsereg 1995 augusztusában a Vihar hadművelet során foglalta vissza a települést. Szerb lakói nagyrészt elmenekültek. A településnek 2011-ben 67 lakosa volt.

## Lakosság
| Lakosság változása | Lakosság változása | Lakosság változása | Lakosság változása | Lakosság változása | Lakosság változása | Lakosság változása | Lakosság változása | Lakosság változása | Lakosság változása | Lakosság változása | Lakosság változása | Lakosság változása | Lakosság változása | Lakosság változása | Lakosság változása |
| ------------------ | ------------------ | ------------------ | ------------------ | ------------------ | ------------------ | ------------------ | ------------------ | ------------------ | ------------------ | ------------------ | ------------------ | ------------------ | ------------------ | ------------------ | ------------------ |
| 1857               | 1869               | 1880               | 1890               | 1900               | 1910               | 1921               | 1931               | 1948               | 1953               | 1961               | 1971               | 1981               | 1991               | 2001               | 2011               |
| 462                | 400                | 273                | 344                | 397                | 370                | 397                | 567                | 488                | 538                | 551                | 442                | 385                | 362                | 87                 | 67                 |

## Fordítás
Ez a szócikk részben vagy egészben  a(z)   Риђане című szerb Wikipédia-szócikk ezen változatának fordításán alapul.  Az eredeti cikk szerkesztőit annak laptörténete sorolja fel. Ez a jelzés csupán a megfogalmazás eredetét és a szerzői jogokat jelzi, nem szolgál a cikkben szereplő információk forrásmegjelöléseként.